# Кумеарху
Кумеарху — река в России, протекает по Агульскому району Республики Дагестан. Длина реки составляет 10 км. Площадь водосборного бассейна — 30,2 км².
Начинается между горами Курардаг и Кяркятлаба, течёт в общем северо-восточном направлении. Устье реки находится в 80 км по правому берегу реки Чирахчай напротив села Чираг.

## Данные водного реестра
По данным государственного водного реестра России относится к Западно-Каспийскому бассейновому округу, водохозяйственный участок реки — Самур. Речной бассейн реки — Терек.
Код объекта в государственном водном реестре — 07030000412109300002651.